# 4146 Rudolfinum
4146 Rudolfinum eller 1982 DD2 är en asteroid i huvudbältet som upptäcktes den 16 februari 1982 av den slovakiske astronomen L. Brožek vid Kleť-observatoriet. Den är uppkallad efter Rudolfinum i Prag.
Asteroiden har en diameter på ungefär 4 kilometer och den tillhör asteroidgruppen Flora.